# Носферату. Симфонія жаху
«Носферату. Симфонія жаху» (нім. Nosferatu, eine Symphonie des Grauens) — німий фільм німецького кінорежисера Фрідріха Вільгельма Мурнау, знятий 1921 року та вийшов на екрани 1922 року.
Мурнау планував екранізувати «Дракулу» Брема Стокера, проте кіностудія Prana Film не змогла придбати права на використання роману. Для того щоб продовжити роботу над фільмом, Мурнау змінив імена основних персонажів та дещо переінакшив сюжет.

## Сюжет
Томас Гаттер (Густав фон Вангенгайм), агент з нерухомості, дізнається від Кнока (Александр Ґранах), що граф Орлок (Макс Шрек) бажає придбати будинок у Вісборзі. Попрощавшись зі своєю дружиною Елен (Грета Шредер), Гаттер вирушає в далеку Трансільванію. В Румунії він стикається з дивними страхами місцевих жителів, проте ставиться до них як до порожніх забобонів.
Кучер відмовляється везти Гаттер до замку та висаджує його на перевалі, де «починається земля привидів». Тут його зустрічає присланий із замку екіпаж, який везе його далі з неймовірною швидкістю. У замку Гаттера зустрічає моторошний господар, який обличчям та звичками більше схожий на щура, ніж на людину. Вони підписують документи, і Орлок показує Гаттеру його спальню. Граф також звертає увагу на медальйон з портретом Елен — він явно вражений її красою. Вночі Орлок, наче в трансі, нападає на Гаттера та кусає його. Вдень Гаттер спускається в підвал та знаходить Орлока в труні. Тієї ж ночі він бачить з вікна, як Орлок, проявляючи неймовірну силу і вправність, поодинці вантажить на віз кілька трун та кудись їде. Гаттерові вдається втекти.
Елен, що залишилася у Вісборзі, відчуває, що коханий в біді, вона впадає в стан лунатизму і якимось чином стає подумки пов'язаною з чоловіком, а через нього — з Орлоком. У цей час Кнок божеволіє і потрапляє в психіатричну лікарню, звідки невдовзі втікає, влаштовує в місті переполох та кричить про те, що наближається якийсь Хазяїн.
Орлок проникає на судно, що йде в Вісборг, заховавшись в один з ящиків. Ночами він встає з труни й нападає на моряків. До приходу судна в Вісборг живих членів команди на ньому вже не залишається. У Вісборзі вампір сходить з корабля та поселяється в придбаному ним будинку, що знаходиться навпроти будинку Томаса та Елен. Томас повертається до Елен, не тямлячи себе від щастя.
Незабаром на Вісборг навалюється ціла хвиля смертей. Вулицею несуть безліч трун. Елен дізнається про історію Томаса та читає привезену ним книгу про вампірів. Вона вирішує ризикнути власним життям: у книзі сказано, що жінка може напоїти вампіра кров'ю до такої міри, що він не помітить сходу сонця. Вона заманює до себе Орлока, який давно на неї задивляється, і дозволяє йому пити її кров. Вампір засинає і не встигає сховатися в своєму підвалі до світанку — він зникає під пекучими променями сонця, що сходить.

## У ролях
- Макс Шрек — Граф Орлок (у книзі Дракула)
- Густав фон Вангенгайм — Гаттер (у книзі Джонатан Гаркер)
- Грета Шредер — Елен Гаттер'' (у книзі Міна Гаркер)
- Александр Ґранах — Кнок (у книзі Ренфілд)
- Георг Шнель — Містер Хардінг (у книзі Артур Холмвуд)
- Руч Ландшофф — Анні Хардінг (у книзі Люсі Вестенра)
- Джон Готовт — Професор Бульвер (у книзі Абрахам Ван Гельсінг)
- Густав Ботц — Доктор Сіверс (у книзі Доктор Сьюард)
- Макс Немец — Капітан «Емпузи»

## Зв'язок з романом Стокера
Фільм «Носферату» має багато спільного з романом Брема Стокера «Дракула». Збереглися основні персонажі Джонатан, Міна Харкер, граф Дракула та деякі інші, але у фільмі вони перейменовані (зараз існують версії «Носферату», де імена персонажів такі ж, як в «Дракулі»). Дія роману відбувалося в Англії в 1890-ті роки, у фільмі події було перенесено в Німеччину 1838 року.
На відміну від Дракули Орлок не перетворює своїх жертв у вампірів, він їх убиває, примушуючи городян вважати, що на них напала чума. Крім того Орлок мусить спати вдень, інакше сонячне світло його вб'є. Кінець фільму істотно відрізняється від фіналу книги. Граф помирає від сонячного світла, а за книгою йому в серце встромляють мисливський ніж. Ще одна відмінність від оригінального Дракули в тому, що Носферату відображається в дзеркалі — це видно у фінальній сцені.
Назва міста Вісборг у фільмі є своєрідним поєднанням назв двох міст, Вісмара та Любека. Частину фільму, що зображає Трансільванію, було знято в Словаччині.

## Створення фільму

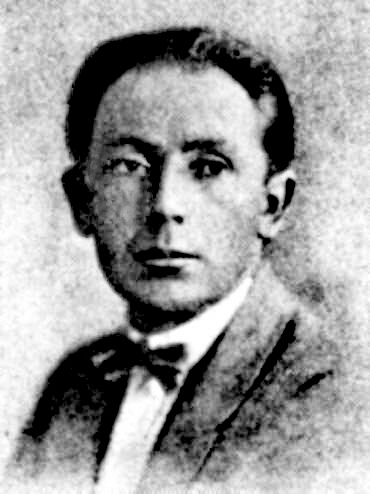
Фрідріх Мурнау

### До початку знімання
1921 року німецький продюсер Альбін Грау просить вдову Брема Стокера дозволити екранізацію роману «Дракула» у Німеччині. Проте вдова відмовляється, а режисер Фрідріх Вільгельм Мурнау вже захопився ідеєю екранізації книги. Він змінює в сценарії імена основних персонажів та переносить дію з Лондона до Вісборга — і починає зйомки.

### Знімання
Мурнау використовував для створення містичної атмосфери цікавий і новий у кіно прийом: у сцені, де пекельний екіпаж везе Хуттера в замок, в одному з кадрів нічний ліс видно в негативі (білі дерева), але екіпаж і коні як і раніше темні. Насправді вся сцена знята в негативі, але екіпаж і коні при цьому були задрапіровані білою тканиною. Багато нічних сцен знімалося вдень, і це було видно навіть на чорно-білій плівці. Пізніше недогляд виправили, наклавши на нічні кадри синій світлофільтр. Щоб підсилити «мертвість» свого персонажа, Макс Шрек жодного разу не кліпав в кадрі.
Роль графа Орлока зіграв Макс Шрек, створивши один з найвідоміших екранних образів вампірів, який і прославив актора. Інші головні ролі виконали Александр Ґранах, Грета Шредер та Густав фон Вангенгайм.

### Місця знімання

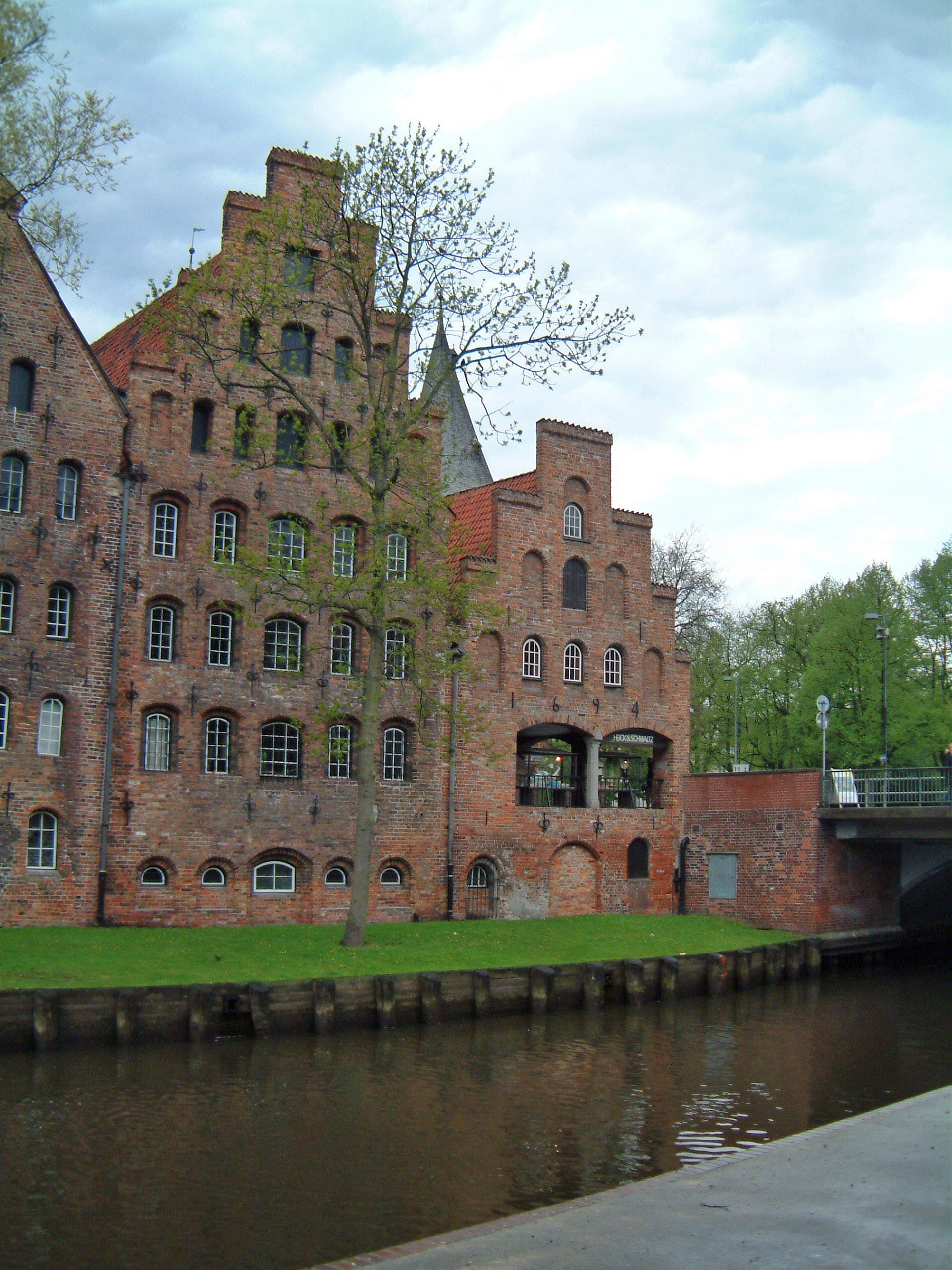
Соляні склади в Любеку під час знімання стали будинком Орлока у Візборзі

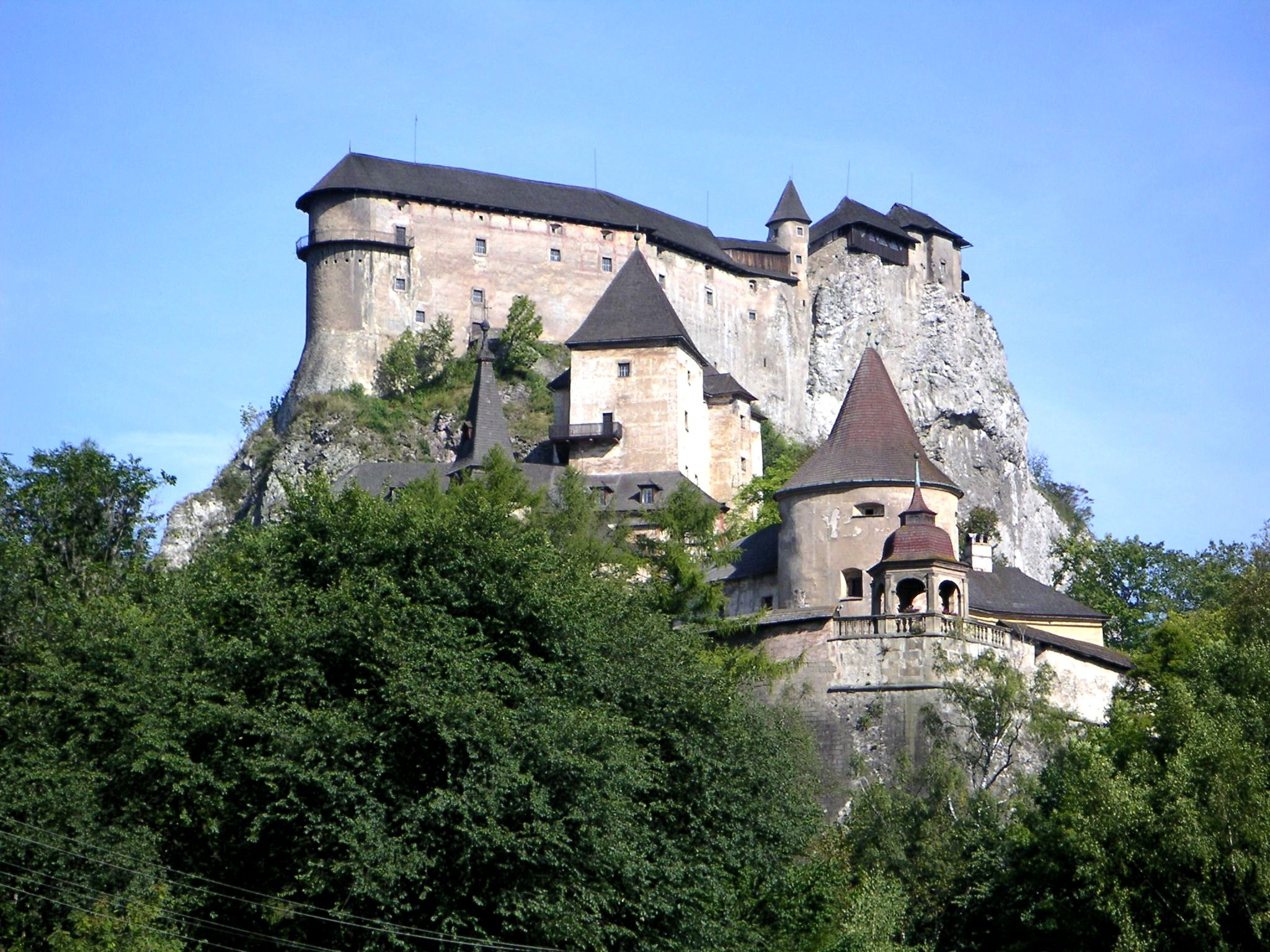
Оравський Град

- На початку й наприкінці фільму показано міста Вісмар, Любек та Росток.
- Трансільванія, житло графа Орлока, знімалася в Словаччині.
- За замок вампіра при зніманні правив Оравський Град в Північній Словаччині.
- Також в окремих кадрах кінострічки можна побачити Високі Татри та річку Ваг.[3]

## Вихід фільму і його перевипуск
Після того, як фільм вийшов на екрани, вдова Брема Стокера Флоренс Стокер через суд домоглася знищення всіх копій фільму. Компанія Prana Film, випустивши фільм, таким чином стала банкрутом, і «Носферату» залишився першим та останнім фільмом компанії. Але до судового рішення фільм вже розійшовся у всьому світі та залишилися поодинокі копії плівки. Зараз у багатьох країнах фільм вийшов на відеоносіях. Є версія фільму, в якій різні сцени розфарбовані в різні кольори для додання фільму виразнішої атмосфери. Вважається, що єдина повна, оригінальна копія фільму є у німецького колекціонера фільмів з Максом Шреком Ганса Геутенбруга.
Американські прокатники при перевипуску фільму відновили в англомовних титрах (з мінімальними відхиленнями) імена основних персонажів роману Стокера. У французькій сінематеці знайдено кілька копій фільму з німецькими та французькими титрами, зокрема французька копія 1922 року з колірним тонуванням окремих епізодів. 1995 року Фонд Фрідріха Вільгельма Мурнау за результатами аналізу всіх збережених копій фільму відновив «Носферату» у варіанті, максимально близькому до авторського. Цей монтаж був виданий на DVD у листопаді 2007 року у супроводі музики, спеціально написаної для прем'єри фільму 1922 року Гансом Ердманом.

## Вплив

### Кінематограф
У «Носферату» був вперше використаний сюжетний мотив смерті вампіра від сонячного світла. Це був новий сюжетний поворот, вигаданий для фільму, адже в романі Брема Стокера є зокрема сцена, в якій Дракула з'являється вдень на вулиці Лондона (в зоопарку, біля клітки з вовками). Після виходу фільму на екрани ця ідея стала однією з усталених легенд, пов'язаних з вампірами, і багато разів використовувалася у фільмах та творах про вампірів.
1930 року фільм без відома режисера вийшов у спотвореному вигляді під назвою «Дванадцята година — ніч жаху». Його доповнили новими сценами та щасливим кінцем.
1978 року режисер Вернер Герцоґ зняв ремейк «Носферату», новий фільм називався «Носферату — привид ночі». У цьому фільмі графа звуть вже не Орлок, а Дракула. 1988 року виходить продовження, що дістало назву «Носферату у Венеції». 2000 року вийшов фільм «Тінь вампіра», який розповідає про знімання «Носферату» 1921 року. У фільмі йдеться про те, що Фрідріх В. Мурнау (Джон Малкович) запросив справжнього вампіра (Віллем Дефо) на знімання свого фільму для досягнення небувалого реалізму й за знімання пообіцяв йому актрису Грету Шредер, тобто, за фільмом, жодного Макса Шрека не існувало.

### Музика
«Носферату» вплинув також на музикантів, наприклад, французька рок-група Art Zoyd 1989 року написала саундтрек до фільму. Під час своїх концертів група демонструвала кадри з фільму. Також кадри з фільму є в кліпі Under Pressure групи Queen. 1988 року у Великій Британії була заснована готична рок-група під назвою Nosferatu. Музичні альбоми під назвою Nosferatu є у таких виконавців, як Роберт Вільямс, Helstar, Popol Vuh.

### Комп'ютерні та відеоігри

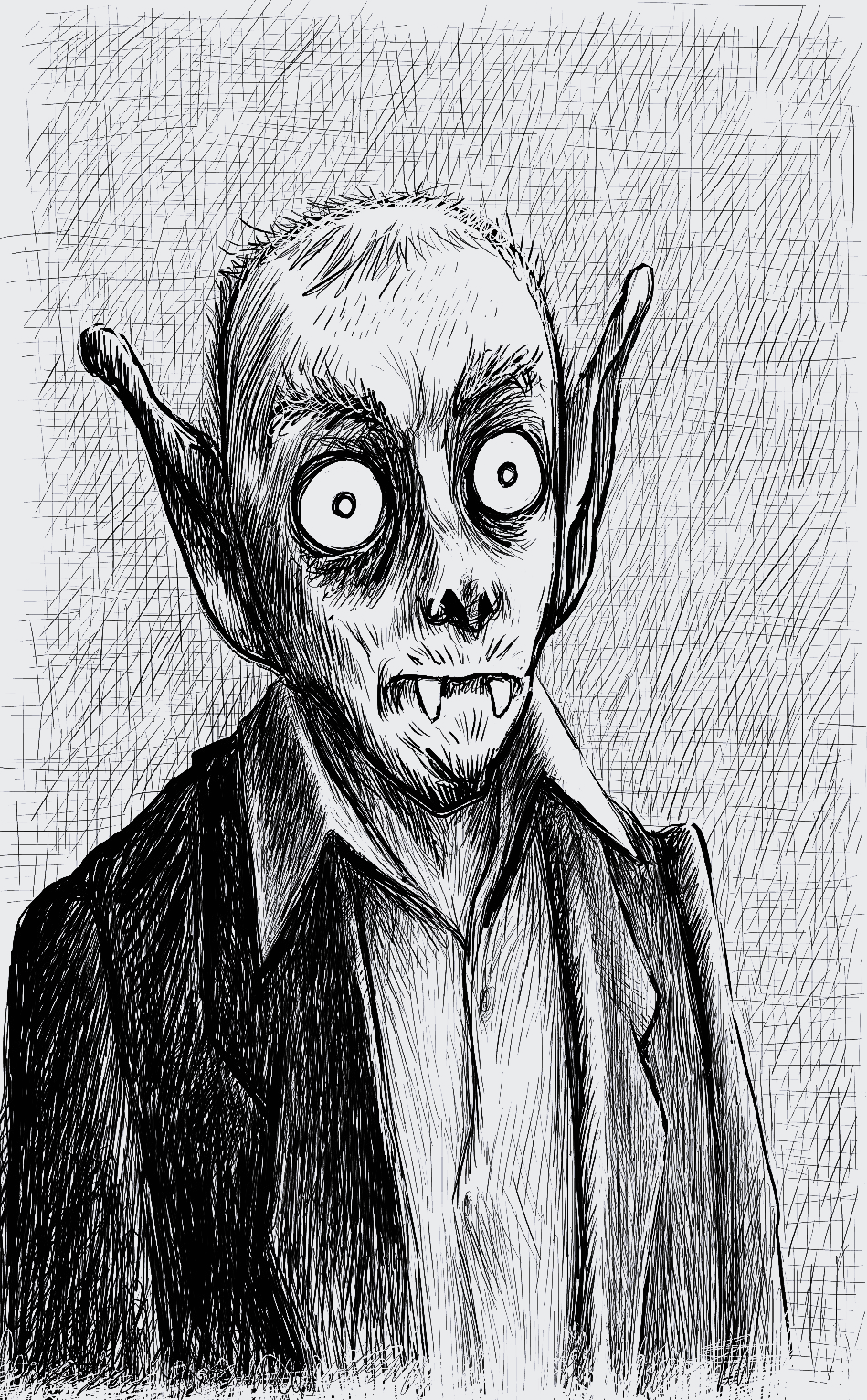
Карикатура вампіра Носферату

У світі ігор Vampire: The Masquerade Носферату — клан потворних вампірів, що живуть у каналізації. Сюжет комп'ютерної гри 2003 року Nosferatu: The Wrath of Malachi багато в чому має схожість з сюжетом фільму.

## Цікаві факти
- Всупереч поширеній думці, «Носферату» не означає «вампір», «безсмертний» чи щось подібне. Слово, походить від грец. νοσοφορος, і первинно означало «переносити хворобу».[11] Це могло вплинути на легенду про те, що вампіри є переносниками різних захворювань.
- З 94 хвилин екранного часу власне Носферату приділено лише 9[10].
- Мурнау вважав, що в реальному житті Макс Шрек настільки потворний, що загалом можна обійтися і без гримера: достатньо приробити ікла та гострі вуха. Однак ця легенда не відповідає дійсності — при простому порівнянні фотографії актора та кадру з фільму великим планом видно, що йому наліпили ніс з горбинкою, вставили «щурячі» зуби й підмалювали очі.
- Фільм є третьою за рахунком екранізацією роману Брема Стокера, але першою, що зберігся.
- Фільм зайняв двадцять перше місце в списку журналу Empire «100 найкращих фільмів світового кінематографа», складеному 2010 року.[12]

## Прем'єри фільму
- 4 березня 1922 — Німеччина (в Берліні)
- 3 червня 1929 — США
- 30 липня 1970 — Швеція
- 11 вересня 1987 — Фінляндія (Фестиваль в Гельсінкі)
- 1993 — Фінляндія (вихід на відео)
- 4 листопада 2005 — Фінляндія (Фестиваль фільмів жахів, відреставрована версія 1994)
- 27 лютого 2006 — Мексика
- 17 лютого 2008 — Норвегія (Прем'єра на ТБ)

## Рекомендована література
- Brill, Olaf, Film Nosferatu, Eine Symphonie des Grauens (GER 1922) (нім.), архів оригіналу за 19 серпня 2009, процитовано 11 червня 2009 (1921-1922 reports and reviews)
- Eisner, Lotte H. (1967). Murnau. Der Klassiker des deutschen Films (нім.). Velber/Hannover: Friedrich Verlag.
- Eisner, Lotte H. (1980). Hoffmann, Hilmar; Schobert, Walter (ред.). Die dämonische Leinwand (нім.). Frankfurt am Main. ISBN 3-596-23660-6.
- Giesen, Rolf (2019). The Nosferatu Story: The Seminal Horror Film, Its Predecessors and Its Enduring Legacy (англ.). McFarland & Company. ISBN 978-1476672984.
- Grafe, Frieda (2003). Patalas, Enno (ред.). Licht aus Berlin: Lang/Lubitsch/Murnau (нім.). Berlin: Verlag Brinkmann & Bose. ISBN 978-3922660811.
- Jackson, Kevin (2013). Nosferatu eine Symphonie des Grauens (англ.). British Film Institute. ISBN 978-1844576500.
- Joslin, Lyndon W. (2017). Count Dracula Goes to the Movies: Stoker's Novel Adapted (англ.) (вид. 3rd). McFarland & Company. ISBN 978-1476669878.
- Magistrale, Tony (2005). Abject Terrors: Surveying the Modern and Postmodern Horror Film (англ.). Peter Lang. ISBN 978-0820470566.
- Marriott, James; Newman, Kim (2018) [1st pub. 2006]. The Definitive Guide to Horror Movies. London: Carlton Books. ISBN 978-1-78739-139-0.
- Massaccesi, Cristina (2016). Nosferatu: A Symphony of Horror. Liverpool: Liverpool University Press. ISBN 9780993238451.
- Meßlinger, Karin; Thomas, Vera (2003). Prinzler, Hans Helmut (ред.). Friedrich Wilhelm Murnau: ein Melancholiker des Films (нім.). Berlin: Bertz Verlag GbR. ISBN 3-929470-25-X.
- Silver, Alain; Ursini, James (2010) [1st pub. 1984]. The Vanpire Film from Nosferatu to True blood. Milwaukee, WI: Limelight Editions/Hal Leonard. ISBN 978-0-87910-380-4.